# 坂井義清
坂井 義清（さかい よしきよ、1956年（昭和31年）10月10日 - ）は、日本の実業家。NTTドコモ代表取締役副社長を経て、NTTファイナンス代表取締役社長。

## 人物・経歴
佐賀県出身。1980年九州大学経済学部卒業、日本電信電話公社入社。主に財務を担当し、2002年にはNTTドコモ財務担当部長に就任。2005年NTTドコモIR部長。2008年NTTドコモ広報部長。2009年NTTドコモ執行役員広報部長。2012年日本電信電話取締役財務部門長に昇格。2014年NTTドコモ代表取締役副社長。2016年からNTTファイナンス代表取締役社長を務め、通信連携を進めるなどした。